# Dryomys
A Dryomys az emlősök (Mammalia) osztályának a rágcsálók (Rodentia) rendjébe, ezen belül a pelefélék (Gliridae) családjába tartozó nem.

## Rendszerezés
A nembe az alábbi 3 faj tartozik:
- gyapjasszőrű pele (Dryomys laniger) Felten and Storch, 1968
- Niethammer erdei pele (Dryomys niethammeri) Holden, 1996
- erdei pele (Dryomys nitedula) Pallas, 1778 - típusfaj